# توني لوكهيد

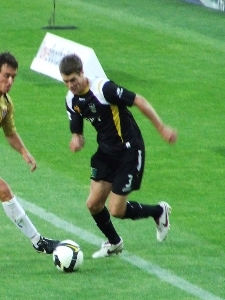
توني لوكهيد

توني لوكهيد (بالإنجليزية: Tony Lochhead)‏، من مواليد 12 يناير 1982، لاعب كرة قدم نيوزلندي.
يلعب مع نادي ويلينغتون فينيكس.
بدأ باللعب مع منتخب نيوزلندا لكرة القدم في عام 2003.

## روابط خارجية
- توني لوكهيد على موقع الاتحاد الدولي (مؤرشف)  (الإنجليزية)
- توني لوكهيد على موقع الدوري الأمريكي (الإنجليزية)
- توني لوكهيد على موقع قاعدة بيانات كرة القدم.إي يو (الإنجليزية)
- توني لوكهيد على موقع ناشيونال فوتبول تيمز (الإنجليزية)
- توني لوكهيد على موقع Soccerway.com (الإنجليزية)
- توني لوكهيد على موقع عالم كرة القدم.نت (الإنجليزية)